# خليفة بوراشد
خليفة بوراشد (30 سبتمبر 1947 - 1 يونيو 2004) هو أول جراح أعصابٍ بحريني، حيث تشير له المصادر «أول جراح مخ وأعصاب بحريني». كان مديرًا لقسم جراحة الأعصاب في مجمع السلمانية الطبي لمدة 25 عامًا.

## سيرته
وُلد خليفة أحمد بوراشد في 30 سبتمبر 1947 (أو 20 سبتمبر 1947 حسب مصادر أخرى) بمدينة المحرّق. تخرج من مدرسة الهداية الخليفية عام 1961 ثم من مدرسة المنامة الثانوية عام 1965. التحق بعدها بكلية الطب في جامعة الإسكندرية وحصل منها على بكالوريوس الطب والجراحة عام 1971، ثم الزمالة التمهيدية من مستشفياتٍ بريطانية[أين؟] عام 1976. التحق بعدها بمجمع السلمانية التابع لوزارة الصحة البحرينية في الفترة ما بين 1977 حتى 1979، ثم المستشفى الأميري في الكويت بين 1979 و1980.
حصل على شهادة الاختصاص والتدريب في جراحة الأعصاب عام 1984 من الجامعة الأمريكية في بيروت، كما اجتاز دورةً لاستعمال التنظير الداخلي في جراحة الأعصاب في نوفمبر 1984. كان طبيبًا زائرًا في مستشفيات جامعة الإسكندرية في الفترة ما بين 1 سبتمبر 1971 حتى 28 فبراير 1972، ثم أصبح طبيبًا زائرًا في قسم الحوادث والجراحة في مستشفى أبوظبي الحكومي في الفترة من 1 مارس 1972 حتى 12 يناير 1973.
عمل مديرًا لقسم جراحة الأعصاب في مجمع السلمانية الطبي لمدة 25 عامًا، وكان نائبًا لرئيس جمعية الأطباء البحرينية لمدة 4 سنوات، وعضوًا في جمعية أصدقاء مرضى الكلى البحرينية والجمعية الأهلية لأمراض الدم الوراثية في البحرين وجمعية البحرين لمكافحة السرطان. كما شارك في إجراء العمليات الجراحية بشكلٍ تطوعي في لبنان خلال الاحتلال الإسرائيلي لجنوب لبنان والحرب الأهلية اللبنانية، وترأس البعثة الطبيَّة البحرينية لدولة الكويت بعد حملة تحرير الكويت عام 1991. كان من مؤسسي «الجمعية العربية للجراحة العصبيَّة» الذين التقوا في الرياض عام 1996.
توفيَّ في 1 يونيو 2004 بعد صراعٍ طويل مع المرض.

## روابط خارجية
- "EULOGY: Dr. Khalifa Borashid – Great Loss" (PDF). Bahrain Medical Bulletin. ج. 26 ع. 3. سبتمبر 2004. ISSN:1012-8298. مؤرشف من الأصل (PDF) في 2021-01-24.